# Ola Rapace
Ola Rapace, właśc. Pär Ola Norell (ur. 3 grudnia 1971 w Gminie Tyresö) – szwedzki aktor filmowy i telewizyjny.
Występował jako Hoff w serialu Tusenbröder i Stefan Lindman w pierwszym sezonie serialu Wallander na podstawie powieści Henninga Mankella. W filmach fabularnych zagrał Lassego  w filmie Lukasa Moodyssona Tylko razem (2000), który był wielokrotnie nominowany do nagród filmowych, a także w angielskojęzycznym filmie Pokonać własny cień (2004). Pojawił się również w filmie Skyfall (2012) z serii James Bond; występ ten przyniósł mu nominację do Nagrody Złoty Popcorn za najlepszą scenę walki.

## Życie prywatne
Ola Rapace był mężem aktorki Noomi Rapace (2001–2011).
W październiku 2008 roku, został aresztowany za posiadanie kokainy, w kwietniu 2009 roku została mu nałożona grzywna za posiadanie narkotyków.

## Filmografia
- Tylko razem (Tillsammans, 2000) jako Lasse
- Wallander (2005–2006) jako Stefan Lindman (13 odcinków)
- Wykluczeni (Svinalängorna, 2010) jako Johan
- Skyfall (2012) jako Patrice
- Tommy (2014) jako Bobby
- Upadek królestwa (The Last Kingdom, 2018) jako Krwawowłosy (7 odcinków)

## Nagrody i wyróżnienia
Kristallen
- 2017
  - Nominacja w kategorii Najlepszy aktor za serial Farang

MTV Movie Award
- 2013
  - Nominacja w kategorii Najlepsza scena walki za film Skyfall